# Aberlour House

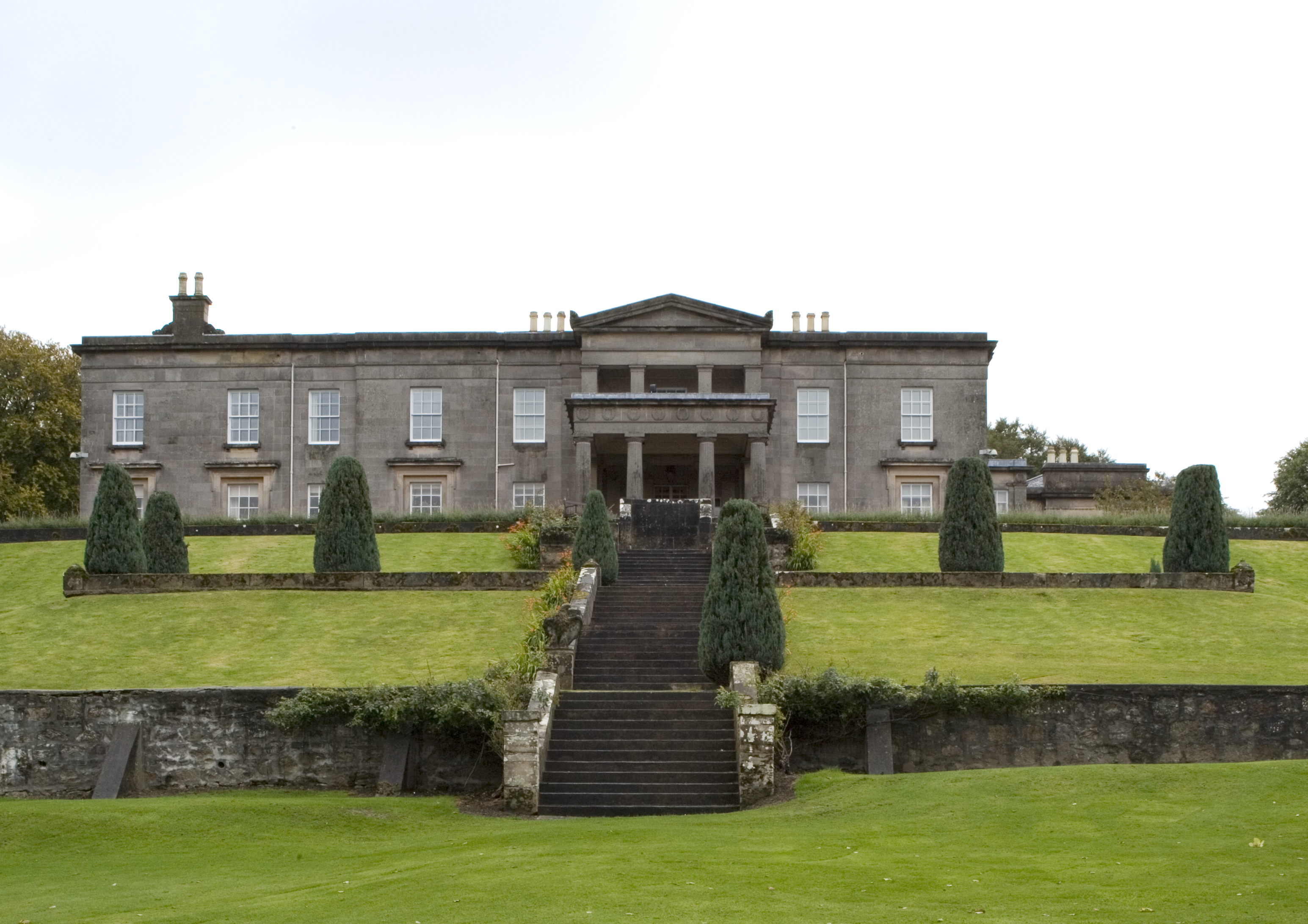
Aberlour House

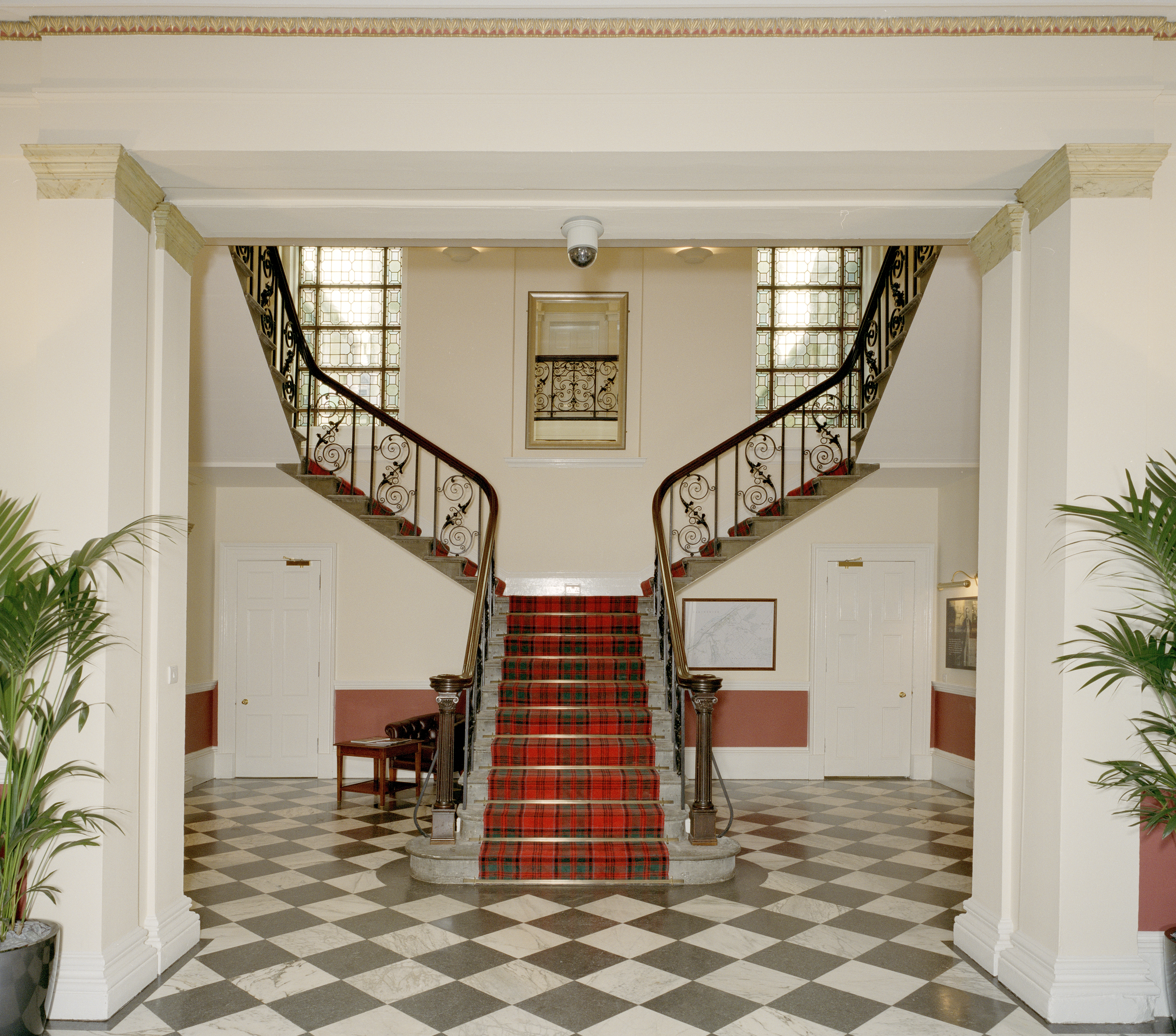
Eingangshalle

Aberlour House ist ein ehemaliges Herrenhaus in der schottischen Ortschaft Aberlour in der Council Area Moray. 1972 wurde das Bauwerk in die schottischen Denkmallisten zunächst in der Kategorie B aufgenommen. Die Hochstufung in die höchste Denkmalkategorie A erfolgte 1987. Sowohl die West Lodge als auch die East Lodge sind separat ebenfalls als Kategorie-A-Bauwerke geschützt. Die Gärten, das Wohnhaus des Küchenchefs die Stallungen sowie eine Säule sind als Kategorie-B-Bauwerke klassifiziert. Das Anwesen ist als Denkmalensemble der Kategorie A zusammengefasst.

## Geschichte
Es war Alexander Grant, der sein Vermögen mit Plantagen in der Karibik gemacht hatte, der Aberlour House 1839 errichten ließ. Es ist jedoch zweifelhaft, ob er das Anwesen je dauerhaft bewohnte. Nach seinem Tod 1854 erbte seine Nichte Margaret Gordon Macpherson das Anwesen und ließ es ausbauen. Zeichnete der schottische Architekt William Robertson für den ursprünglichen Entwurf verantwortlich, führten nun seine Neffen Alexander und William Reid die Arbeiten fort. In dieser von 1854 bis 1868 andauernden Bauphase wurde nicht nur das Herrenhaus substanziell erweitert, sondern auch verschiedene Außengebäude errichtet. 1875 beschädigte ein Brand Teile des Herrenhauses.
Die Eigentumsverhältnisse nach Margaret Macpherson-Grants Tod im Jahre 1877 liegen im Dunklen. 1885 erwarb der Verleger und Herausgeber von The Scotsman, John Ritchie Findlay, das Anwesen. Im selben Jahr führten Peddie & Kinnear kleinere Arbeiten aus. 1892 wurde Robert Lorimer mit der Ergänzung eines Salons sowie der innenarchitektonischen Überarbeitung von Aberlour House betraut. Zuletzt wurden durch Reginald Fairlie 1939 kleinere Ergänzungen ausgeführt. Nach Ende des Zweiten Weltkriegs veräußerte die Familie Findlay das Anwesen und es wurde dort eine private Grundschule (in Verbindung mit Gordonstoun) eingerichtet. Um den Anforderungen einer Schule gerecht zu werden, wurden verschiedene bauliche Veränderungen vorgenommen. Hierzu zählten unter anderem die Umnutzung der Stallungen zu Klassenräumen und die Anlage von Außengebäuden. Nach Schließung der Schule im Jahre 2005 kaufte das lokal ansässige Unternehmen Walkers Shortbread Aberlour House auf und brachte dort seine Verwaltung unter.

## Beschreibung
Das zweistöckige Aberlour House ist nüchtern klassizistisch ausgestaltet. Sein Mauerwerk ist durchgängig aus polierten Steinquadern aufgebaut. An der nordexponierten Hauptfassade tritt ein tetrastyler Portikus heraus, der im Erdgeschoss als Porte-cochère mit dorischen Säulen und einem Fries im Empire-Stil fortgeführt ist. Die rückwärtigen Gebäudeteile sind teils flacher ausgeführt und entstammen teilweise der Bauphase um die Mitte des 19. Jahrhunderts als ein ehemaliger Innenhof ausgebaut wurde. Die Fassaden sind mit Gesimsen und teils mit Pilaster ornamentiert.

## Lodges
Die 1856 von den Reid-Brüdern errichtete West Lodge steht abseits der A95 neben dem Betriebsgelände von Walkers. Das zweistöckige Gebäude ist im Italianate-Stil ausgeführt. Seine Fassaden sind mit Harl verputzt, wobei Natursteindetails abgesetzt sind. Das Eingangsportal ist mit verdachendem pilastriertem Dreiecksgiebel gestaltet. Oberhalb der nebenliegenden, abgekanteten Auslucht sind rundbogige Zwillingsfenster eingelassen. Markant ist der dreigeschossige Campanile an der Nordseite, dessen Fenster pilastriert und bekrönt sind. Er schließt mit einem flachen, schiefergedeckten Pyramidendach.
Die East Lodge liegt ebenfalls abseits der A95, jedoch am nordöstlichen Rand des Anwesens. Sie wird William Robertson zugeschrieben und ihr Baujahr ist mit 1838 angegeben. Das eingeschossige Gebäude weist einen kreuzförmigen Grundriss auf. Jede Stirnseite schließt mit einem Paar dorischer Säulen, die einen Dreiecksgiebel tragen. An der südwestexponierten Hauptfassade ist das Motiv als Portikus ausgeführt. Die Pfeiler des zugehörigen Tores sind mit Gesimsen und aufsitzenden Urnen gestaltet. Sie tragen gusseiserne Torflügel.